# リング (魚類)
リング（学名: Genypterus blacodes、英語: ling）は、アシロ目アシロ科に属する魚。体長2 m。南アフリカなど南半球の国々では重要な食用魚で日本にも輸入されている。肉は白身で、癖のない淡白な味わいである。

## 分布
チリ・ブラジル・オーストラリア・ニュージーランドなどの南半球の海に生息する。表層から水深1,000 m までの深海で見られる。

## 形態・生態
体長は最大で2 m に達するが、普通は1 m 前後である。ただ、アシロの仲間の中では非常に大きくなる種であることは間違いない。体型はウナギのような円筒形に近いが、胴体は大きく太っており、尾部に向かうにつれて細くなっていく。背鰭（せびれ）・尾鰭（おびれ）・臀鰭（しりびれ）はつながって、横から見ると体の後半部を縁取るような形になっている。体色は全体的に薄いピンク色で、背側は褐色、腹側は白色に近い。また背側にはいくつかの濃褐色の斑紋や帯状模様が見られる。目は比較的小さく、口にはヒゲがある。
深海の海底付近を泳ぎ、甲殻類や他の魚を捕食する。動きは遅く、体を左右にくねらせて泳ぐ。

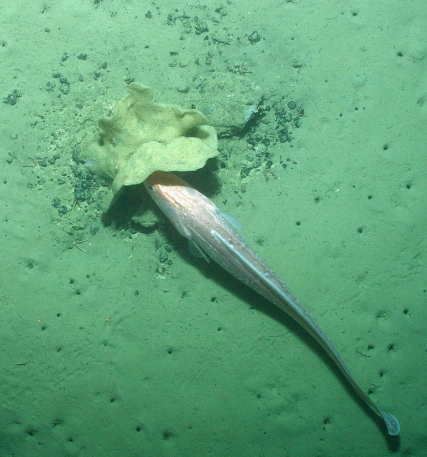
海綿動物の下に隠れるリング

## 食用
南半球の生息海域周辺の地域では主に底引き網で漁獲され、食用魚として重要な役割を担っている。肉はあっさりとした白身で、癖がなく、現地ではフライなどにして好んで食べられる。高級魚として扱われている地域もある。味は良いものの、日本ではまだまだ認知度の低い魚であるためか、「白身魚の〜」などと称して売られていることが多い。
1970年代始めから日本にも輸入されるようになった。一般にはなじみのない魚であったため以前は「アマダイ」という名称で売られていたが、分類学上無関係であるにもかかわらず高級魚類の類縁種であるような誤認（いわゆる優良誤認）を消費者にさせないよう、「魚介類の名称のガイドライン」では本種に対して「アマダイ」の名称を使用しないことと定められた。標準和名の「リング」に代わる一般的名称例として、「キングクリップ」が挙げられている。